# Krastju Balgarijata

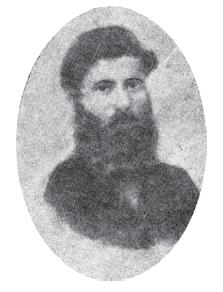
Krastju Balgarijata

Krastju Nikolow Georgiew (bulgarisch Кръстьо Николов Георгиев) bekannt als Krastju Balgarijata (bulgarisch Кръстьо Българията; * 1874 in Wraza; † Mai 1913 - Sterbeort unbekannt) war ein bulgarischer Revolutionär, Freiheitskämpfer, Wojwode der BMARK (Bulgarische Makedonisch-Adrianopeler Revolutionäre Komitees/Български Македоно-Одрински революционни комитети, einer Vorläuferorganisation der IMRO) in Makedonien und Thrakien, sowie einer der militärischen Führer des Ilinden-Preobraschenie-Aufstandeses. Dadurch wurde er auch Krastju Wojwoda (bulg. Кръстю Войвода) genannt.

## Leben
Krastju wurde in der im Balkangebirge gelegene Stadt Wraza in armen Verhältnissen geboren. Ohne finanzielle Unterstützung konnte er keine Schule besuchen. Deshalb trat er noch recht jung der neugegründete bulgarische Armee bei. Als Feldwebel trat er 1897 aus der Armee aus, um bei den Tschetas (Kompanie) des Zentralen Komitees zur Befreiung Makedoniens (siehe BMARK) mitzuwirken. Zuerst war er Tschetnik in der Tscheta von Michail Apostolow - Popeto, ab 1900 führte er als Wojwode des BMARK seiner eigenen Tscheta in der Region um Tikveš in Zentralmakedonien.
Im November 1902 wird er von Michail Gerdschikow für die Zwecke der Organisation nach Ostthrakien beordert. Anfang 1903 wird es erneut Wojwoda einer Tscheta in der „Malko Tarnowoer revolutionäre Region“ (bulg. Малкотърновски революционен район). Hier organisierte er den Waffennachschub aus Bulgarien und die militärische Vorbereitung der Bevölkerung. Im Februar 1903 nimmt er mit der Tscheta von Michail Gerdschikow an dem Attentat an der Konstantinopel-Edirne-Bahn bei Çatalca teil.

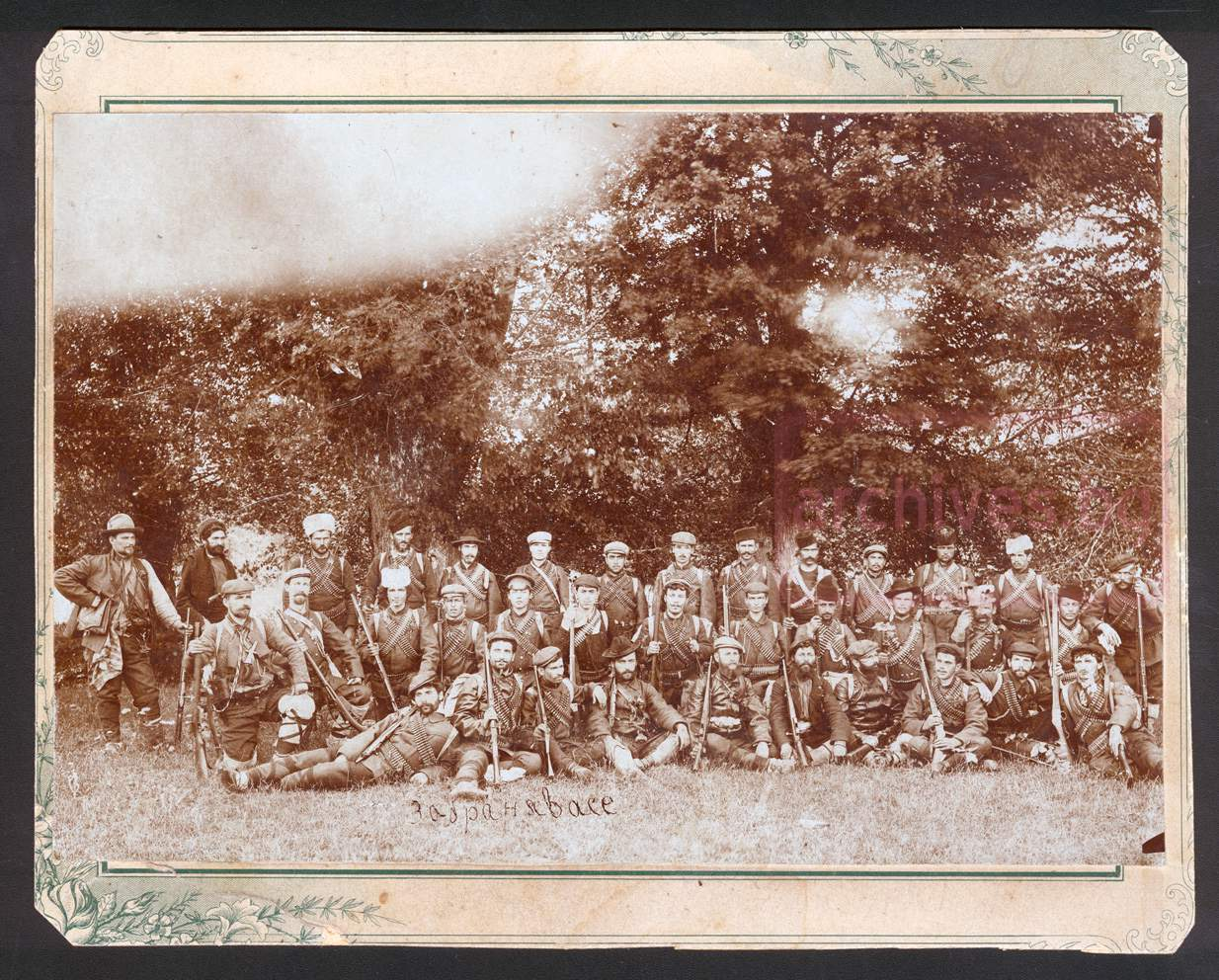
Die Tscheta von Balgarijata (1903)

Krastju Balgarijata nimmt als Delegierter der revolutionäre Region Malko Tarnowo am Kongress der Bulgarische Makedonisch-Adrianopeler Revolutionäre Komitees in der Gegend Petrowa Niwa teil. Vor und nach dem Kongress war die von Krastju Balgarijata geführte Tscheta für die Sicherheit der Delegierten verantwortlich. Auf den Kongress, der vom 11. bis 13. Juli 1903 tagte, wurde die Durchführung und Koordinierung eines Aufstands gegen die türkisch-osmanischen Fremdherrscher beschlossen. Dabei wurde Krastju Balgarijata zum obersten militärischen Führer der „II. Tschoken revolutionären Region“ (bulg. II. Чокенски революционен район) ernannt. Der Ilinden-Preobraschenie-Aufstand brach im Ostthrakien mit der Ausrufung der Strandscha-Republik am 5. Augustjul. / 18. August 1903greg. aus, am Verklärung-des-Herrn-Tag. In kurzer Zeit wurden die türkischen Grenz-, Polizei- und Militärposten von den Aufständischen überwältigt. In den ersten Tagen des Aufstandes gelang es den Aufständischen von der bulgarischen Grenze her aus dem Norden bis nach Lozengrad im Süden vorzustoßen und somit ein großes Gebiet von der osmanischen Herrschaft zu befreien.
die Aktionen der von Krastju Balgarijata geführten Aufständischen führte zur Befreiung mehrere Ortschaften in der Nähe der Provinzhauptstadt Edirne, was Panik unter der osmanische Bevölkerung hervorrief. Der Aufstand und die freie Strandscha-Republik überdauerten jedoch nur 20 Tage, bis die türkische Regierung gegen die Rund 26.000 Aufständischen, 350.000 türkische Soldaten mit Artillerie, Kavallerie und eine unbestimmte Zahl von Freischärlern (Başı Bozuk) ausschickte. In Makedonien und Thrakien waren unter den Todesopfern auch 5.000 bis 15.000 Zivilisten, 200 Dörfer wurden dem Erdboden gleichgemacht, 12.000 Häuser niedergebrannt, 70.000 Menschen wurden obdachlos, Zehntausende flohen in die benachbarten Länder, u. a. 30.000 nach Bulgarien. Größte Flüchtlingsstadt war Burgas am Schwarzen Meer. Dennoch kam es auch in den Folgejahren immer wieder zu Guerilla-Aktionen.
Nach der blutige Niederschlagung des Aufstandes, sicherte Michail Gerdschikow zunächst die Flüchtlingskonvois Richtung Bulgarien ab. Später setzte er sich erneut in Makedonien in der Gegend um Kočani ab, wo er erneut als Wojwode einer Tscheta gegen serbische und türkische Kräfte führte. Wegen seiner Erfahrungen wird ihm von der BMARK die Vorbereitung und Organisation eines Kongresses aufgetragen. Am 2. Januar 1905 findet der Kongress des Skopje revolutionären Region des BMARK in Nähe des heutigen Dorfes Kneževo bei Kratovo statt. Dabei wurde Krastju Balgarijata neben Dame Gruew, Efrem Tschutschkow, Mische Razwigorow und Atanas Babata in die Führung der Organisation in der Skopje-Region gewählt.
Während der Balkankriege nimmt er als Freiwilliger im Makedonien-Adrianopel-Freiwilligen-Korps teil. Dabei war er in Kämpfe in Thrakien und Makedonien gegen Türken und Serben verwickelt. Wegen seiner Verdienste wird er 1913 zum Leutnant ernannt. Nach dem Krieg erkrankt er an Cholera und stirb im Mai 1913.
| Personendaten    | Personendaten                 |
| ---------------- | ----------------------------- |
| NAME             | Balgarijata, Krastju          |
| ALTERNATIVNAMEN  | Кръстьо Българията            |
| KURZBESCHREIBUNG | bulgarischer Freiheitskämpfer |
| GEBURTSDATUM     | 1874                          |
| GEBURTSORT       | Wraza                         |
| STERBEDATUM      | Mai 1913                      |